# 基西
基西是東非國家肯雅的城鎮，由尼揚扎省負責管轄，位於該國西部，距離首都奈羅比309公里，海拔高度逾1,700米，主要經濟活動是商業和農業，2002年人口約70,000。

## 外部連結
- （页面存档备份，存于）
- Gusii profile （页面存档备份，存于）
- Ekegusii language
- Kisii website Unofficial Private Site
- Kisii town & Kenya （页面存档备份，存于）
- Kisii population stats

0°41′S 34°46′E / 0.683°S 34.767°E